# Andreu López Blasco
Andreu López Blasco (Godella, 1939 - Bétera, 18 de desembre de 2024) fou un sociòleg i polític valencià, conseller de Cultura, Educació i Ciència durant la tercera legislatura autonòmica del Consell de la Generalitat Valenciana, entre el 16 de juliol de 1991 i el 12 de juliol de 1993.

## Biografia
Va ser seminarista a Montcada, on es va ordenar sacerdot i fou professor de Formación del espíritu nacional i d'Educació física. A mitjan dècada dels 60 emigrà a Alemanya, on durant més de quinze anys continuà la seua formació, es doctorà en sociologia i treballà com a professor associat en les universitats de Múnic i de Mainz. El seu camp d'investigació es va enfocar als moviments migratoris, els processos de socialització i els mitjans de comunicació social. Durant aquest període va conéixer la que seria la seua muller, amb qui va tenir dos fills.
El 1982 tornà a Godella, s'afilià al PSPV i inicià la seua carrera política com a regidor per aquest partit en l'ajuntament del seu poble natal. Molt poc després, es va incorporar amb el càrrec de director adjunt a la Institució Valenciana d'Estudis i Investigació, que dirigida per Josep Picó, i amb Màrius Garcia Bonafé de director de publicacions, va esdevenir per aquells anys un focus intel·lectual i cultural de gran rellevància.
Del 1991 al 1993, va ser durant dos anys conseller de Cultura, Educació i Ciència del govern de la Generalitat presidit per Joan Lerma. De la seua política al capdavant d'aquesta conselleria és de remarcar l'impuls decidit de l'ús del valencià en tots els organismes oficials, especialment en els mitjans de comunicació dependents de la Generalitat, i el suport decidit a les entitats culturals valencianistes com Escola Valenciana.
El 1993, com a integrant de l'Associació Regional i Europea d'Anàlisis (AREA), va participar en la fundació de l'European Group for Integrated Social Research (EGRIS), xarxa que estudia les estructures i processos canviants d'integració social entre la joventut i l'edat adulta, i en altres projectes d'investigació de la Comissió Europea sobre el mateix tema.